# Arnon Milchan
Arnon Milchan (Rehovot, 6 dicembre 1944) è un produttore cinematografico israeliano.
Ha prodotto molti film di successo come C'era una volta in America, La guerra dei Roses, Pretty Woman, L'avvocato del diavolo, L.A. Confidential.

## Biografia
Milchan iniziò la sua carriera vendendo la compagnia di fertilizzanti della famiglia ad un'impresa chimica, e successivamente si laureò alla London School of Economics. Si suppone che Milchan abbia lavorato come trafficante d'armi per Israele. Milchan nega di esserlo stato, ma ammette di aver fatto da intermediario tra Israele e varie compagnie di difesa.
Milchan ha in seguito iniziato a investire nel campo cinematografico con diversi registi. Tra i registi più famosi con cui ha lavorato, figura Martin Scorsese. Milchan iniziò a produrre film con la sua compagnia, nel 1991, chiamata "New Regency Productions". Attraverso la sua compagnia e altre mosse finanziarie, Milchan ha affermato di possedere un patrimonio netto di circa 1,1 miliardi di dollari.
Milchan è anche noto per essere un forte sostenitore d'Israele. Dice di essere un amico intimo di Shimon Peres e sottoscrive la Israeli Network che trasmette programmi riguardanti l'Israele in Canada, negli Stati Uniti, via cavo e satellite. Milchan ha anche contribuito significativamente alla Coalizione Cristiana, un gruppo conservatore capeggiato da Pat Robertson, un grande sostenitore di Israele.

## Vita privata
Si è sposato due volte: la sua seconda e attuale moglie è l'ex-tennista Amanda Coetzer. Ha cinque figli.

## Filmografia

### Produttore
- Black Joy (1977)
- Il tocco della medusa (1978)
- Re per una notte (1983)
- C'era una volta in America (1984)
- Brazil (1985)
- Legend (1985)
- Kidnapping - Pericolo in agguato (1987)
- Chi è Harry Crumb? (1989)
- La guerra dei Roses (1989)
- Pretty Woman (1990)
- Terzo grado (1990)
- Indiziato di reato (1991)
- Nei panni di una bionda (1991)
- JFK - Un caso ancora aperto (1991)
- I re del mambo (1992)
- Avventure di un uomo invisibile (1992)
- La forza del singolo (1992)
- Trappola in alto mare (1992)
- Calde notti d'estate (1992)
- Tra cielo e terra (1993)
- Un giorno di ordinaria follia (1993)
- Free Willy - Un amico da salvare (1993)
- Impatto imminente (1993)
- 6 gradi di separazione (1993)
- Il cliente (1994)
- Assassini nati - Natural Born Killers (1994)
- Un padre in prestito (1994)
- New Age - Nuove tendenze (1994)
- A proposito di donne (1995)
- Copycat - Omicidi in serie (1995)
- Heat - La sfida (1995)
- Verso il sole (1996)
- A spasso col rapinatore (1996)
- Il momento di uccidere (1996)
- Bogus, l'amico immaginario (1996)
- L'amore ha due facce (1996)
- Delitto alla Casa Bianca (1997)
- L.A. Confidential (1997)
- Free Willy 3, il salvataggio (1997)
- Michael Hayes indaga - serie TV (1997)
- Breaking Up - Lasciarsi (1997)
- L'avvocato del diavolo (1997)
- L'uomo che sapeva troppo poco (The Man Who Knew Too Little), regia di Jon Amiel (1997)
- Padrona del suo destino (1998)
- City of Angels - La città degli angeli (1998)
- Goodbye Lover (1998)
- Il negoziatore (1998)
- Semplicemente irresistibile (1999)
- Sogno di una notte di mezza estate (1999)
- Entrapment (1999)
- Fight Club (1999)
- Noriega, prediletto da Dio o mostro - film TV (2000)
- Una notte per decidere (2000)
- Big Mama (2000)
- Tigerland (2000)
- Radio Killer (2000)
- Don't Say a Word (2001)
- Black Knight (2001)
- High Crimes - Crimini di stato (2002)
- Una vita quasi perfetta (2002)
- L'amore infedele - Unfaithful (2002)
- Daredevil (2003)
- Abbasso l'amore (2003)
- La giuria (2003)
- La ragazza della porta accanto (2004)
- Man on Fire - Il fuoco della vendetta (2004)
- Elektra (2005)
- Mr. & Mrs. Smith (2005)
- Parole d'amore (2005)
- Stay - Nel labirinto della mente (2005)
- Hot Movie - Un film con il lubrificante (2006)
- The Sentinel - Il traditore al tuo fianco (2006)
- Baciati dalla sfortuna (2006)
- La mia super ex-ragazza (2006)
- The Fountain - L'albero della vita (2006)
- Conciati per le feste (2006)
- Epic Movie (2007)
- 3ciento - Chi l'ha duro... la vince (2008)
- Io & Marley (Marley & Me) (2008)
- 12 anni schiavo (12 Years a Slave) (2013)
- Noah (2014)
- Birdman (2014)
- L'amore bugiardo - Gone Girl (Gone Girl), regia di David Fincher (2014)
- True Story, regia di Rupert Goold (2015)
- Affare fatto (Unfinished Business), regia di Ken Scott (2015)
- Revenant - Redivivo (The Revenant), regia di Alejandro González Iñárritu (2015)
- L'eccezione alla regola (Rules Don't Apply), regia di Warren Beatty (2016)
- Assassin's Creed, regia di Justin Kurzel (2016)
- La cura dal benessere (A Cure for Wellness), regia di Gore Verbinski (2016)
- Unsane, regia di Steven Soderbergh (2018)
- Bohemian Rhapsody, regia di Bryan Singer (2018)
- Widows - Eredità criminale (Widows), regia di Steve McQueen (2018)
- Piccole donne (Little Women), regia di Greta Gerwig (2019)
- The Northman, regia di Robert Eggers (2022)
- Acque profonde (Deep Water), regia di Adrian Lyne (2022)
- Amsterdam, regia di David O. Russell (2022)
- The Creator, regia di Gareth Edwards (2023)
- The Bikeriders, regia di Jeff Nichols (2023)
- Blitz, regia di Steve McQueen (2024)
- Prime Target, regia di Brady Hood – miniserie TV (2025)

### Attore
- Sergio Leone - L'italiano che inventò l'America, regia di Francesco Zippel (2022)